# Adoxomyia texana
Adoxomyia texana är en tvåvingeart som beskrevs av James 1935. Adoxomyia texana ingår i släktet Adoxomyia och familjen vapenflugor. Inga underarter finns listade i Catalogue of Life.